# Fun club
Fun club è l’unico album di Manlio Sgalambro, pubblicato nel 2001 dalla Sony music entertainment Italia.

## Descrizione
L'album è stato registrato con l'orchestra del Teatro Massimo di Palermo, sotto la direzione di Franco Battiato.
La mer era già stata inclusa nell'album Campi Magnetici di Franco Battiato, pubblicato nel 2000.

## Tracce
1. Non dimenticar le mie parole – 3:15 (testo: Alfredo Bracchi – musica: Giovanni D'Anzi)
2. Me gustas tú – 3:34 (Manu Chao)
3. Donna – 3:06 (testo: Pietro Garinei, Sandro Giovannini – musica: Gorni Kramer)
4. We have all the time in the world – 2:40 (John Barry, Hal David)
5. Camminando sotto la pioggia – 2:55 (testo: Carlo Rizzo – musica: Pasquale Frustaci, Erminio Macario)
6. La vie en rose – 3:08 (testo: Édith Piaf – musica: Louiguy)
7. As time goes by – 3:02 (Herman Hupfeld)
8. La mer – 3:00 (Albert Lasry, Charles Trenet)
9. Cheek to cheek – 2:53 (Irvin Berling)
10. Parlami d'amore Mariù – 3:27 (testo: Ennio Neri – musica: Cesare Andrea Bixio)
11. Moon river – 3:12 (testo: Johnny Mercer – musica: Henry Mancini)
12. Ciao Pussycat – 2:40 (Burt Bacharach, Hal David)
13. Bachianas brasileira – 1:38 (Heitor Villa Lobos)

## Musicisti
- Manlio Sgalambro – voce
- Carlo Guaitoli – pianoforte
- Lele Melotti – batteria
- Chicco Gussoni – chitarra
- Greg Cohen – contrabbasso
- Michele Fedrigotti – pianoforte (in La mer)
- Gianni Mocchetti – basso (in Camminando sotto la pioggia)
- Benedict Fenner – basso (in Parlami d'amore Mariù)
- Saro Cosentino, Mary Montesano, Vera Quarleri, Franco Battiato – cori